# Jesper Nyholm
Jesper Gunnar Fernando Nyholm (Uppsala, 10 settembre 1993) è un calciatore svedese naturalizzato filippino, difensore del PT Prachuap e della nazionale filippina.

## Biografia
Nyholm è di padre svedese e madre filippina.

## Caratteristiche tecniche
È un difensore centrale in grado di giocare anche come terzino destro.

## Carriera

### Club
È cresciuto nel Funbo IF, squadra dell'omonimo sobborgo situato nella periferia di Uppsala.
La sua prima squadra senior è stata invece il Sirius, il principale club di Uppsala, con cui ha disputato due partite in terza serie nel 2011 e altrettante nel 2012.
Nel 2013 è sceso nella quarta serie nazionale, con il passaggio in prestito al Gamla Upsala. Anche l'anno seguente è rimasto al Gamla Upsala, ma questa volta a titolo definitivo: a fine stagione è stato premiato con il riconoscimento di 
miglior difensore del campionato di Division 2.
L'11 gennaio 2015 è stato presentato come nuovo giocatore del Dalkurd, club fondato da immigrati curdi che all'epoca aveva sede sociale a Borlänge. A fine stagione, la squadra ha vinto per la prima volta nella sua storia il campionato di Division 1, salendo così in Superettan. La stagione 2016 è stata quindi la prima trascorsa nella serie cadetta, anche per Nyholm.
Nel settembre 2016 è l'AIK ad annunciare l'ingaggio del giocatore a parametro zero, con un contratto triennale valido a partire dal gennaio seguente. Dopo essere rimasto in panchina alla prima giornata, il 10 aprile 2017 ha giocato la sua prima partita in Allsvenskan in trasferta contro l'Elfsborg, segnando anche il gol della vittoria su un campo in cui l'AIK non vinceva dal 2002. È stata la sua unica rete di quell'anno, tra le 22 presenze messe a referto in campionato. Nell'estate 2017 ha anche debuttato in campo europeo, con 6 presenze collezionate nei preliminari di Europa League.
Il 13 marzo 2018, durante il quarto di finale di Coppa di Svezia vinto contro l'Örebro, a seguito di un contrasto con l'avversario Michael Omoh si è fratturato sia lo stinco che la parte inferiore della gamba destra. L'infortunio è apparso gravissimo fin da subito, dato che l'arto risultava visibilmente spezzato, tuttavia – successivamente – un'infezione ha rischiato di costargli anche l'amputazione della gamba o addirittura una morte per sepsi. Scongiurate queste ipotesi, ha comunque dovuto saltare l'intera Allsvenskan 2018 (vinta dall'AIK) e l'intera Allsvenskan 2019 senza riuscire a collezionare neppure una presenza, continuando la riabilitazione presso le strutture del club. Il suo contratto, in scadenza il 31 dicembre 2019, non è stato rinnovato dalla dirigenza.
Anche dopo la scadenza del contratto, l'AIK ha ugualmente permesso al giocatore di continuare ad utilizzare le strutture e lo staff medico del club per proseguire la sua riabilitazione, fino al momento in cui – nel giugno 2020 – Nyholm ha firmato il Djurgården, squadra di Stoccolma che è tradizionalmente protagonista di un'acerrima rivalità proprio con l'AIK. Il 6 luglio 2020, subentrando nel secondo tempo di Djurgården-Helsingborg (2-2), Nyholm è tornato a disputare una partita ufficiale a 847 giorni di distanza e 14 operazioni chirurgiche dalla sua ultima apparizione. Il primo gol ufficiale con la maglia del Djurgården lo ha realizzato il 4 ottobre al 94' minuto del derby contro gli altri acerrimi rivali cittadini, l'Hammarby, fissando il punteggio sul definitivo 1-1. Nel corso dei due anni in cui è rimasto sotto contratto con il Djurgården, ha totalizzato 21 presenze in campionato.
Nel gennaio del 2022 si è unito a parametro zero ai thailandesi del Muangthong United.

### Nazionale
Nel marzo 2017 ha ricevuto la proposta di giocare nella nazionale filippina, invito però temporaneamente rifiutato con la speranza di essere convocato in futuro con la Svezia.
Dopo aver ottenuto la cittadinanza filippina, nel 2021 viene convocato per il campionato dell'ASEAN 2020, posticipato di un anno a causa della sopraggiunta pandemia di COVID-19. Segna la sua prima rete in nazionale l'11 dicembre 2021, al debutto con gli Azkals, nella vittoria per 7-0 contro il Timor Est.

## Statistiche

### Cronologia presenze e reti in nazionale
| Cronologia completa delle presenze e delle reti in nazionale ― Filippine | Cronologia completa delle presenze e delle reti in nazionale ― Filippine | Cronologia completa delle presenze e delle reti in nazionale ― Filippine | Cronologia completa delle presenze e delle reti in nazionale ― Filippine | Cronologia completa delle presenze e delle reti in nazionale ― Filippine | Cronologia completa delle presenze e delle reti in nazionale ― Filippine | Cronologia completa delle presenze e delle reti in nazionale ― Filippine | Cronologia completa delle presenze e delle reti in nazionale ― Filippine |
| Data                                                                     | Città                                                                    | In casa                                                                  | Risultato                                                                | Ospiti                                                                   | Competizione                                                             | Reti                                                                     | Note                                                                     |
| ------------------------------------------------------------------------ | ------------------------------------------------------------------------ | ------------------------------------------------------------------------ | ------------------------------------------------------------------------ | ------------------------------------------------------------------------ | ------------------------------------------------------------------------ | ------------------------------------------------------------------------ | ------------------------------------------------------------------------ |
| 11-12-2021                                                               | Kallang                                                                  | Timor Est                                                                | 0 – 7                                                                    | Filippine                                                                | AFF Suzuki Cup 2020                                                      | 1                                                                        |                                                                          |
| 14-12-2021                                                               | Kallang                                                                  | Filippine                                                                | 1 – 2                                                                    | Thailandia                                                               | AFF Suzuki Cup 2020                                                      | -                                                                        |                                                                          |
| 18-12-2021                                                               | Yangon                                                                   | Birmania                                                                 | 2 – 3                                                                    | Filippine                                                                | AFF Suzuki Cup 2020                                                      | -                                                                        |                                                                          |
| Totale                                                                   |                                                                          | Presenze                                                                 | 3                                                                        |                                                                          | Reti                                                                     | 1                                                                        |                                                                          |

## Palmarès

### Club

#### Competizioni nazionali
- Division 1: 1

Dalkurd: 2015 (Norra)